# Nyköpings lasarett
Nyköpings lasarett (NLN) är ett sjukhus beläget i västra Nyköping, i nära anslutning till europaväg E4 och omkring 1 km från centrala Nyköping. Sjukhuset tillhör Region Sörmland och är ett länssjukhus för Södermanlands län.

## Historik
Nyköpings första lasarett (Hospitalet) öppnades 1773 vid Sankt Annegatan och hade sängplatser för sex patienter. År 1871 blev det länslasarett och flyttade till Repslagaregatan, det som idag är Region Sörmlands huvudkontor. År 1915 invigdes det nuvarande lasarettet efter Ernst Stenhammars ritningar, vilket tillbyggdes 1967 då höghuset byggdes. 1970 flyttade psykiatrin från Sankt Anna sjukhus (Hospitalet) till sjukhusområdet. 
Den senaste utbyggnaden gjordes 2022 då en ny sjukhusbyggnad med huvudentré, kafé och apotek invigdes. Dagens sjukhus har 172 fastställda vårdplatser.

## Galleri

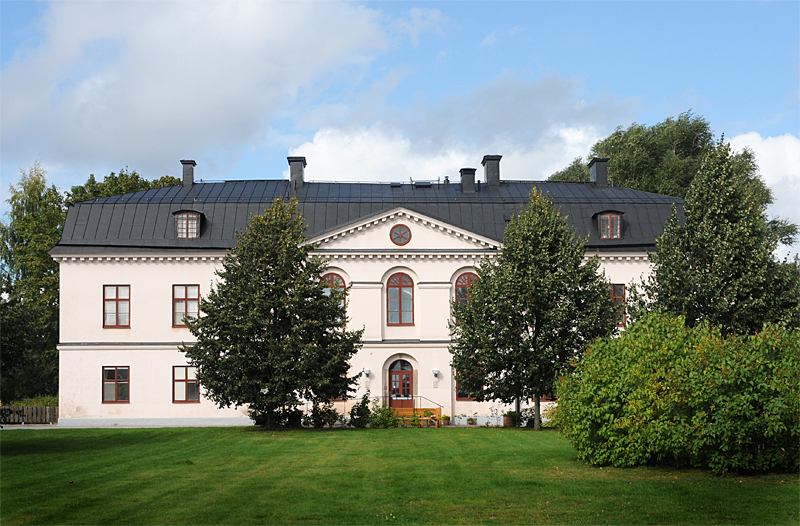
Nyköpings första lasarett från slutet av 1700-talet.
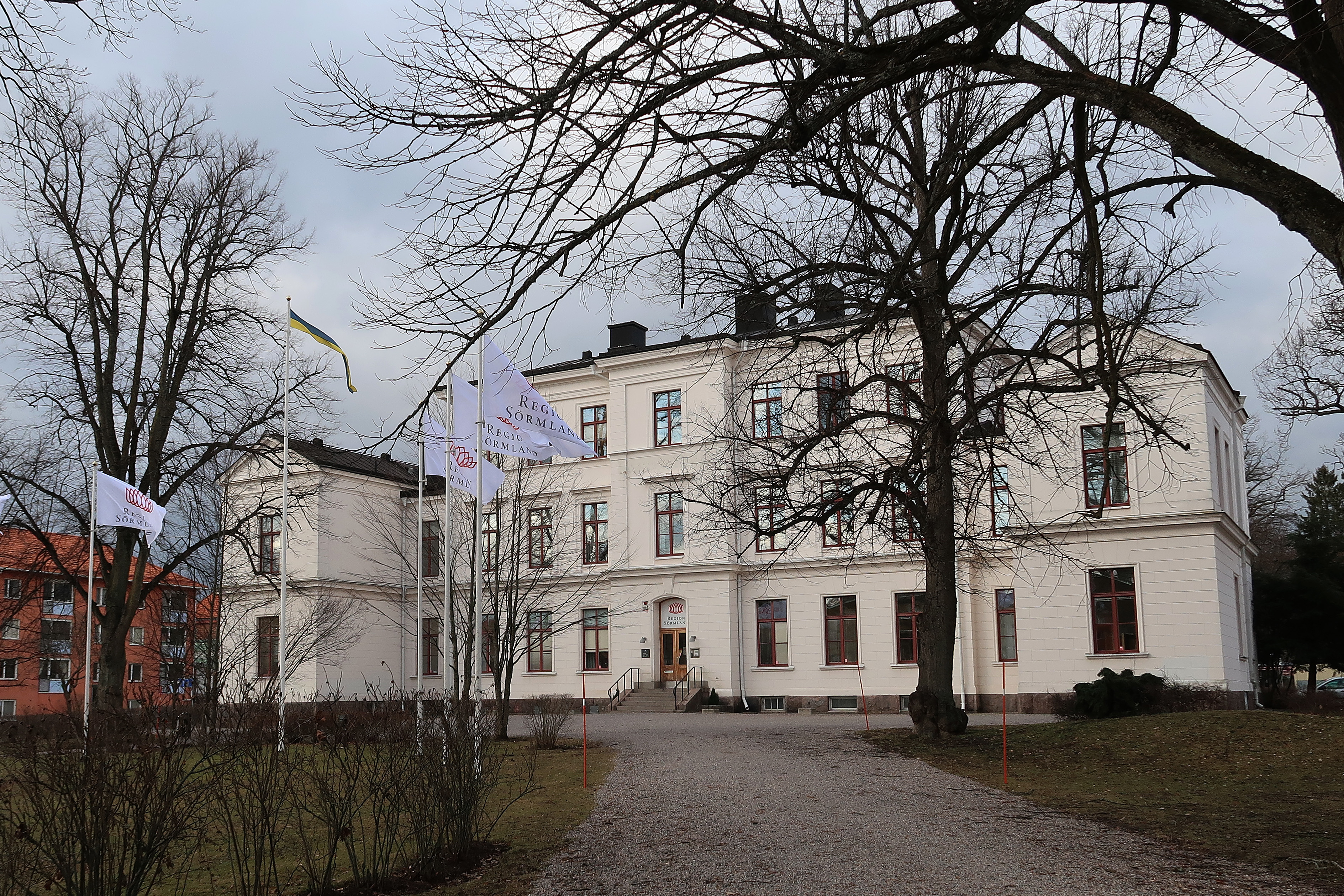
Nyköpings lasarett från slutet av 1800-talet.
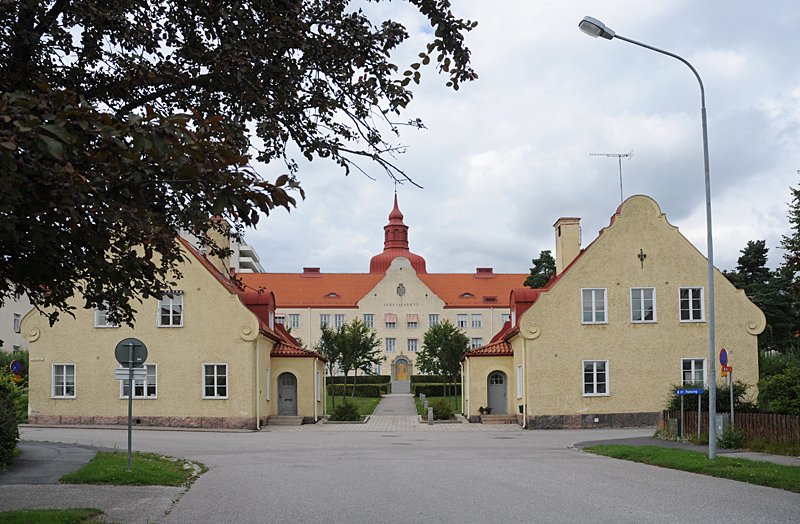
Det gamla länslasarettet byggdes 1915.
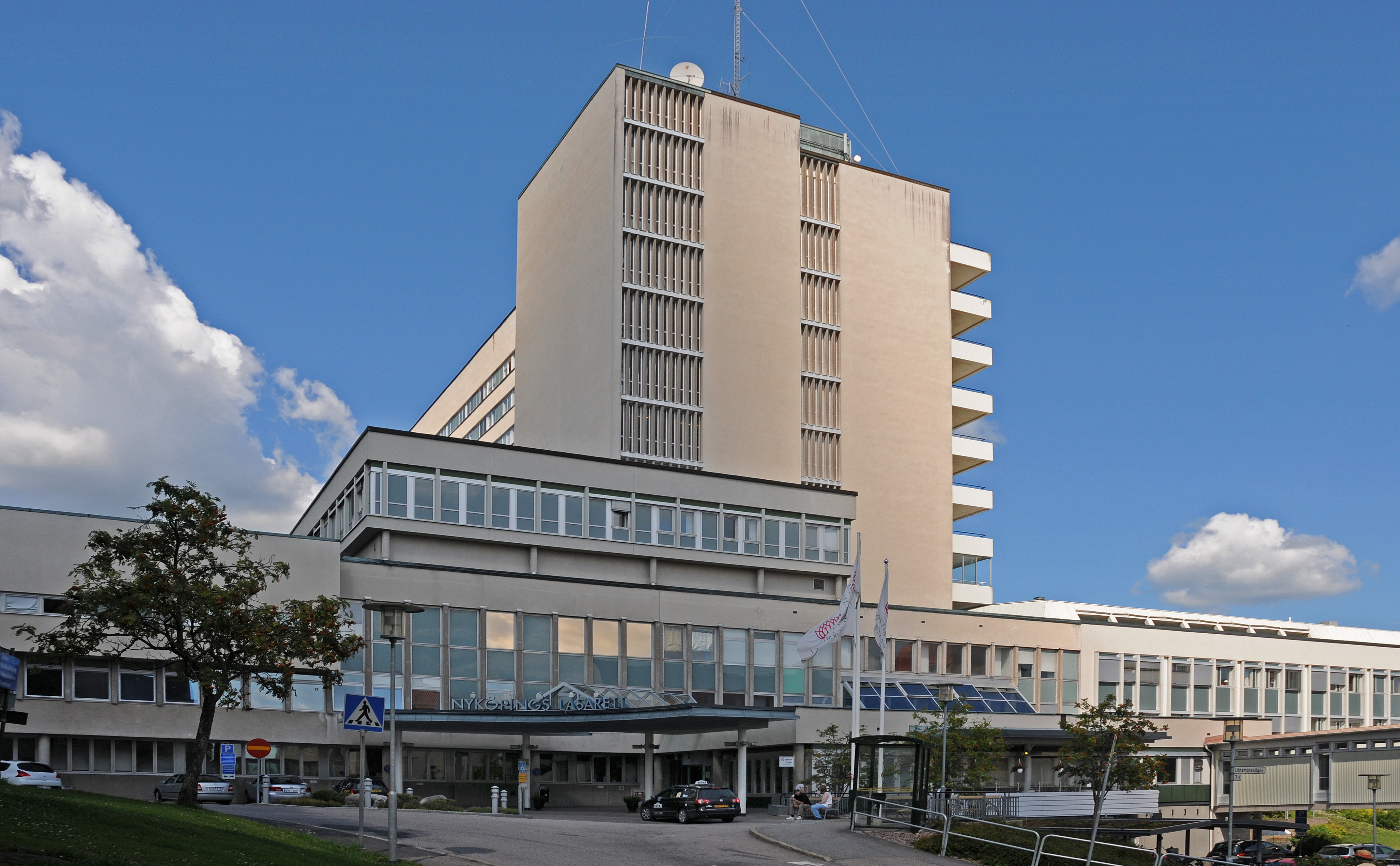
Nyköpings lasarett 1967.
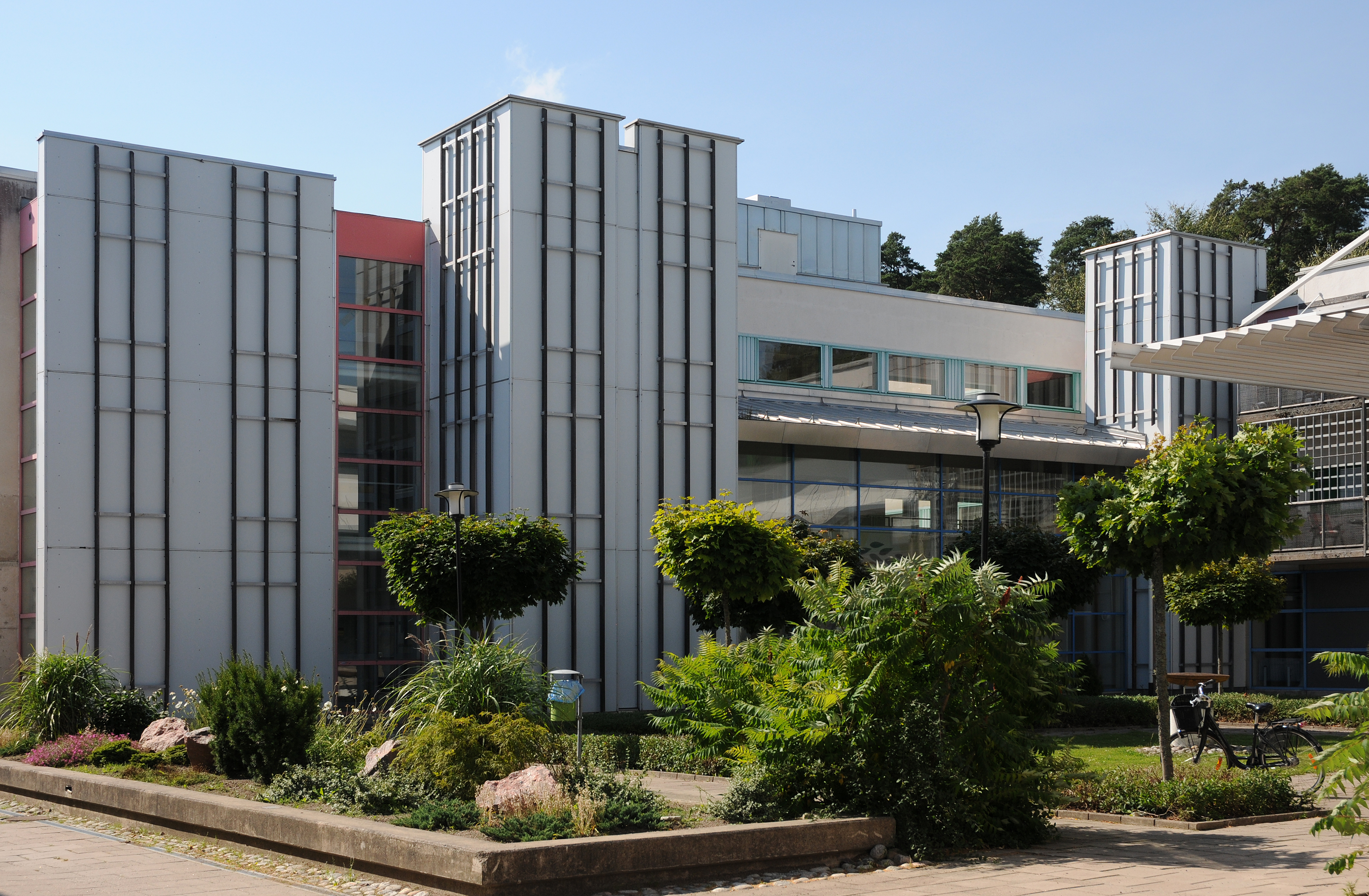
Utbyggnad för psykiatrin 1970.